# Synagogue de Capharnaüm
 (septembre 2012).
Si vous disposez d'ouvrages ou d'articles de référence ou si vous connaissez des sites web de qualité traitant du thème abordé ici, merci de compléter l'article en donnant les références utiles à sa vérifiabilité et en les liant à la section « Notes et références ».
La synagogue de Capharnaüm (hébreu : בית הכנסת בכפר נחום) est une synagogue byzantine judéo-chrétienne en ruine construite entre le IIe siècle et le Ve siècle à Capharnaüm en Israël (plus célèbre synagogue de Galilée et parmi les plus anciennes synagogues du monde). Elle est construite sur les vestiges d'une synagogue du Ier siècle (début du christianisme), fréquentée par Jésus de Nazareth selon le Nouveau Testament. 

## Historique
En 1838, le site est révélé par l'archéologue américain Edward Robinson (spécialiste en géographie biblique). En 1866, le cartographe britannique Charles William Wilson identifie les ruines de la synagogue. 
En 1894, la custodie franciscaine de Terre sainte achète une partie du site et en 1905, les archéologues allemands Carl Watzinger et Heinrich Kohl mettent au jour la synagogue. En 1921 et en 1926, le franciscain Gaudentius Orfali commence la restauration de l’édifice, poursuivie en 1968 par les pères archéologues Virgilio Corbo et Stanislao Loffreda qui mettent également au jour, au sud de la synagogue, la maison du Ier siècle de l’apôtre Pierre (voir Basilique Saint-Pierre de Capharnaüm).

## Description
Les ruines en calcaire de la « synagogue de Capharnaüm » sont composées de :
- Un bâtiment rectangulaire en quatre parties (environ 25 × 18 m) dont la façade sud est tournée vers Jérusalem : un atrium, la salle de prière (24 × 18 m), le patio de l'ouest, une balustrade sud et une petite chambre au nord-ouest de l'édifice.
- De riches ornements d'influence gréco-romain : motifs géométriques, floraux, marins, sceau de Salomon (étoile à cinq branches ou pentagramme), bouclier de David (étoile à six branches ou hexagramme), licornes, aigles adossés, etc.
- Une stèle au centre du bâtiment (environ 11 × 11 m) avec la menorah (chandelier juif à sept bras) et des inscriptions gravées en grec ancien : « Hérodes, (fils) de Monimos et Ioustos, fils d’Amatios, et ses enfants ont fait cette colonne ».

La synagogue
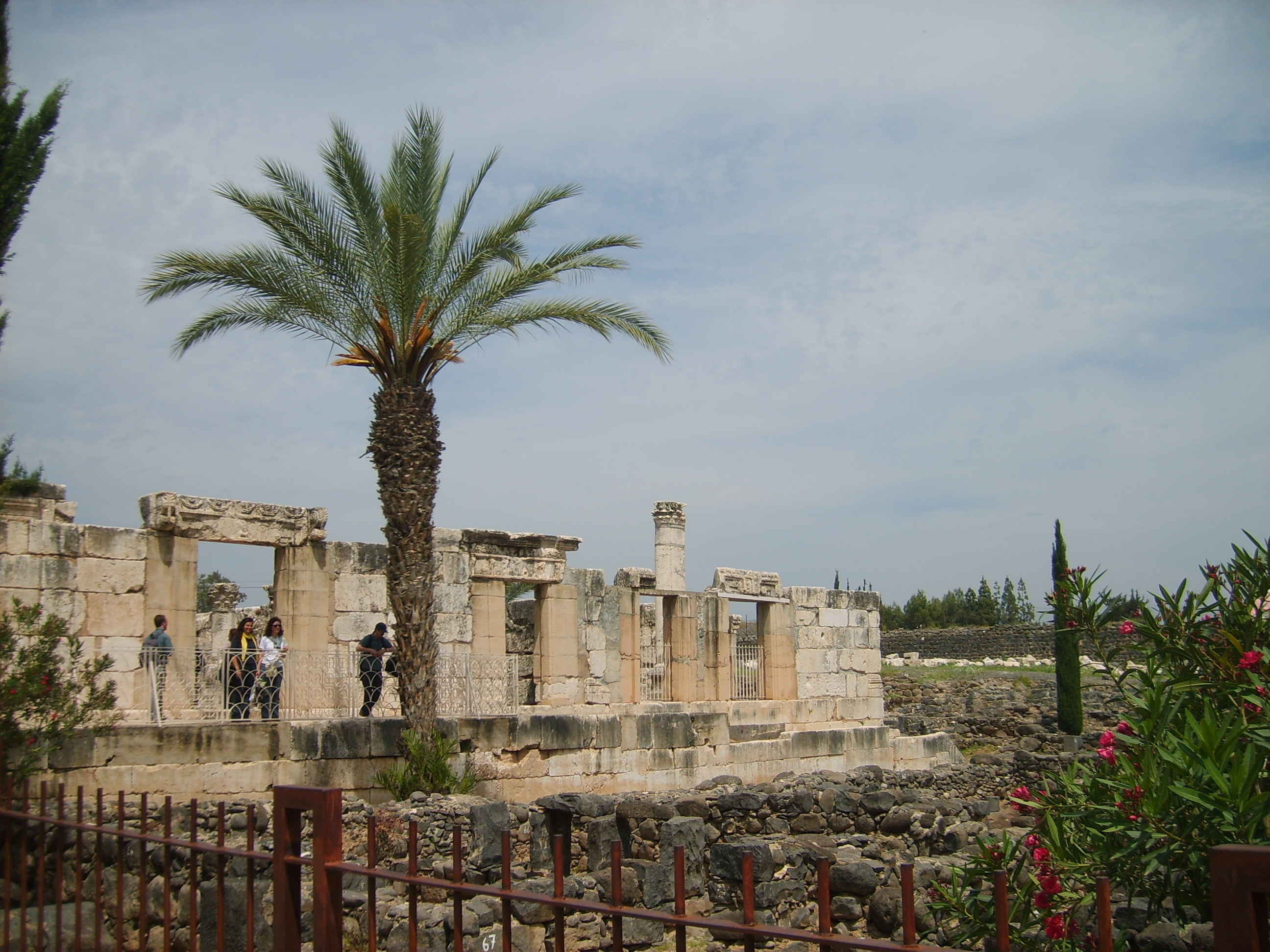
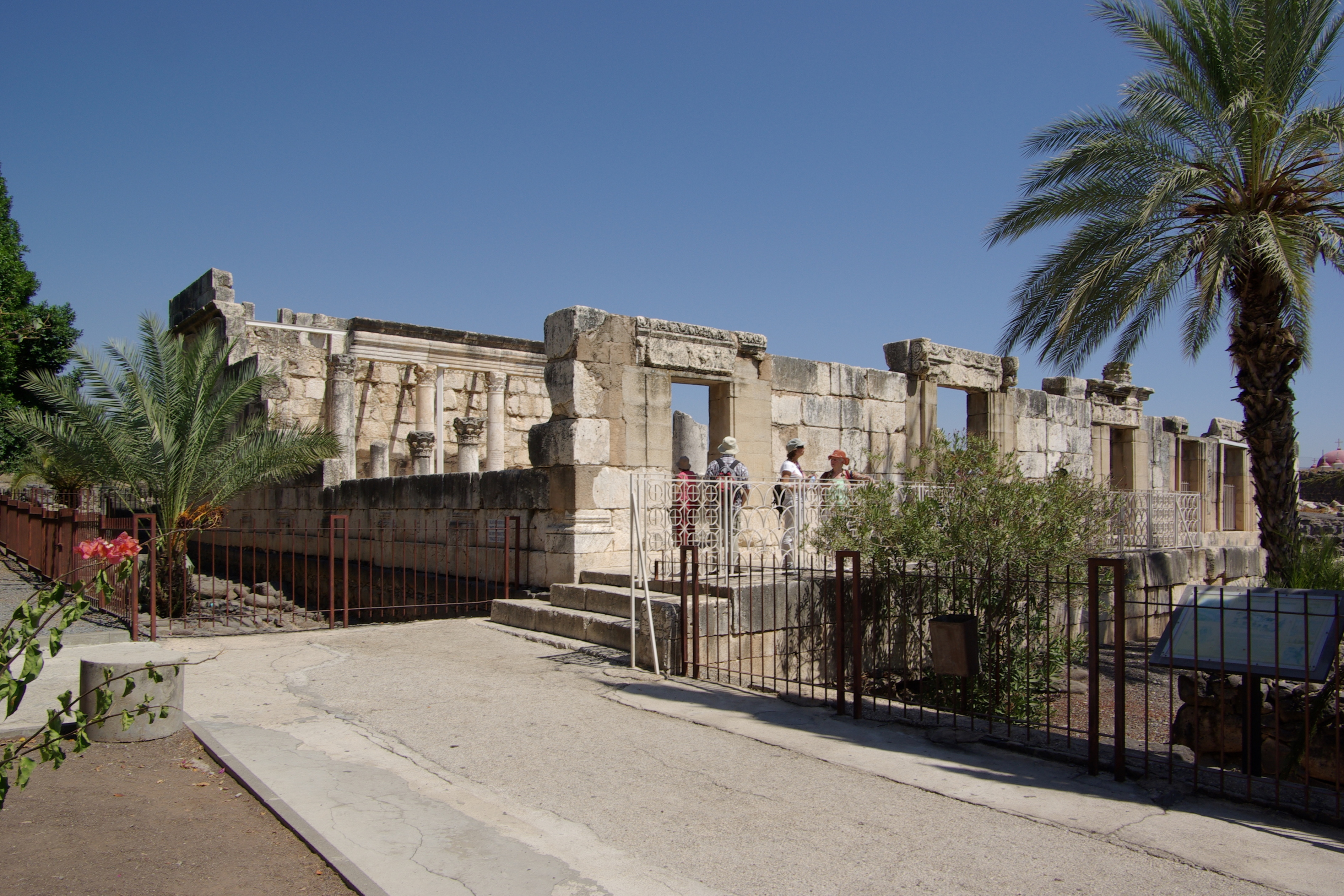
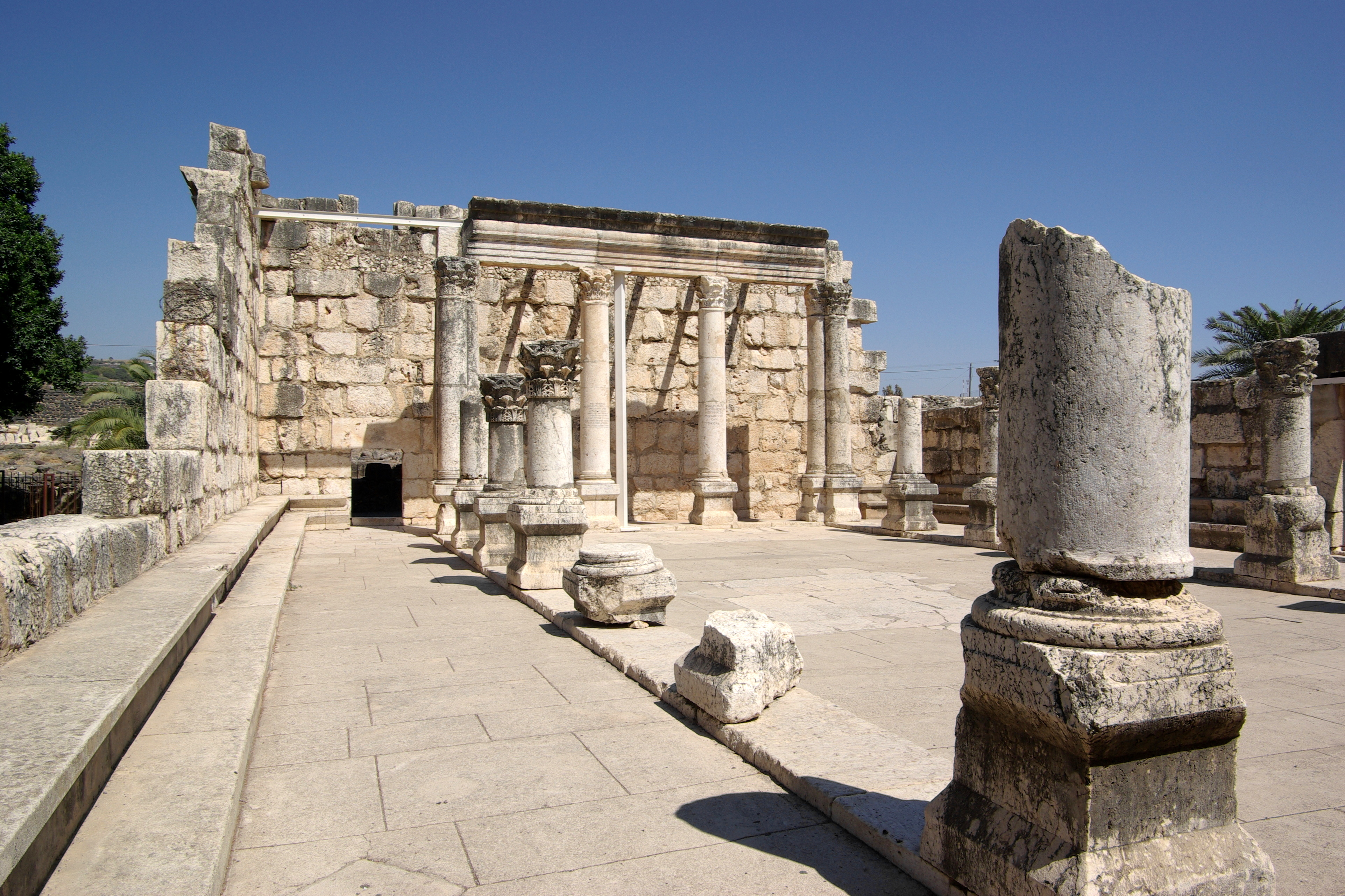
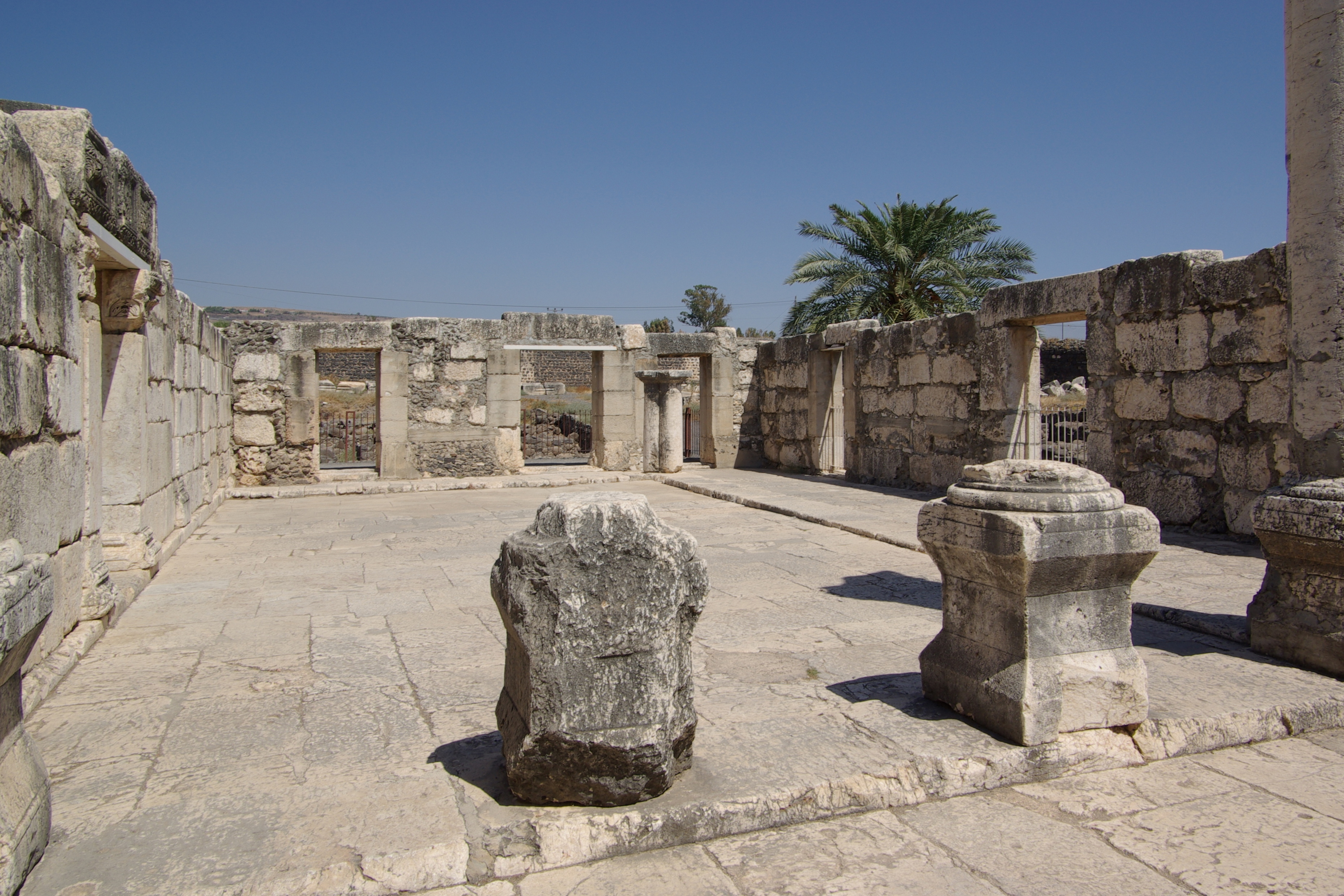

La pèlerine espagnole Égérie décrit la synagogue en 381 avec un bâtiment en pierre taillée et un accès par une volée de marches.
La synagogue et la basilique Saint-Pierre sont détruites au début du VIIe siècle, un peu avant la conquête arabe de 636.

## Synagogue de Capharnaüm dans les Évangiles synoptiques
Selon les Évangiles synoptiques, Jésus quitte Nazara et s’établit à Capharnaüm, où il prêche et revient régulièrement après différentes actions dans le nord de la Palestine. Dans la synagogue de la ville, il enseigne et utilise un verset de la Bible pour suggérer qu'il est le Messie, venu pour libérer Israël. Il y chasse aussi un « esprit impur » dans de telles conditions que les témoins s'interrogent : « Qu'est cela ? Un enseignement nouveau, donné d'autorité ! Même aux esprits impurs, il commande et ils lui obéissent ! " (Mc 1:28) ». 
Bethsaïde (bourgade voisine de Capharnaüm mais située sur l'autre rive du Jourdain en Bathanée ou en Gaulanitide) est connue dans le Nouveau Testament comme ville de naissance ou d'origine des apôtres Pierre et de son frère André, de Nathanaël et de Philippe.
Pierre, André, Jean et Jacques le Majeur y sont « pêcheurs » sur le lac de Tibériade jusqu'à leur rencontre avec le messie Jésus qui leur demande de tout abandonner pour aller évangéliser l'humanité. Lévi (Mathieu, Jacques le Juste ou Zacchée, selon les versions), publicain (percepteur des impôts) exerçant son activité au nord de la Galilée rejoint également les apôtres.  
Selon la tradition chrétienne, Jésus, aurait réalisé à Bethsaïde le miracle de marcher sur l'eau sur le lac de Tibériade pour convaincre Pierre de ses pouvoirs divins, ainsi que les miracles de la multiplication des poissons. C'est aussi là qu'il serait parvenu à redonner la vue à un personnage anonyme.